# 1239 Queteleta
Az 1239 Queteleta (ideiglenes jelöléssel 1932 CB) a Naprendszer kisbolygóövében található aszteroida. Eugène Joseph Delporte fedezte fel 1932. február 4-én.